# Оленёк (река)
Оленёк (якут. Өлөөн) — река в Восточной Сибири, берёт начало на территории Красноярского края, затем течёт по Якутии. Одна из самых длинных рек России. Судоходна на 92 км от устья.

## Этимология
Открыта русскими землепроходцами в 1637 году. Якутское название Олён (Элян, Елен) может быть связано с якут. олёнг (еленг, ёлён) — «тростянка (кормовая трава, растущая на болотах); род осоки», откуда олёнгнёх — «с болотной травой», употребляющееся как самостоятельное название озёр, рек, урочищ.

## География

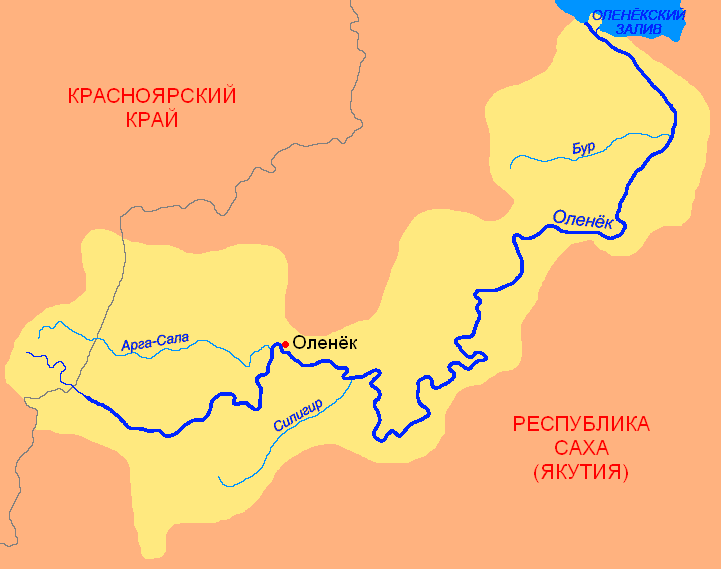

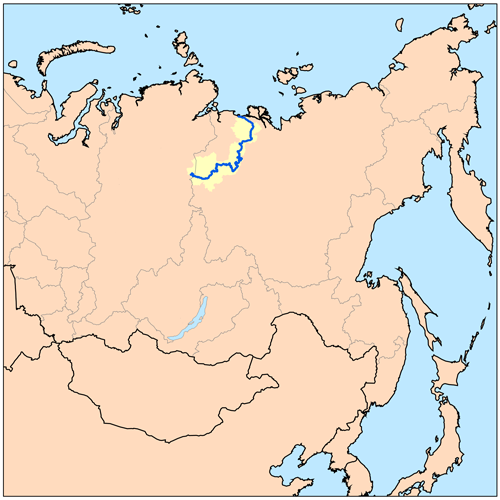

Протекает в северной части Среднесибирского плоскогорья и по Северо-Сибирской низменности. При впадении в Оленёкский залив моря Лаптевых образует дельту площадью 475 км². Длина реки — 2270 км, площадь водосборного бассейна — 219 тысяч км².

### Острова
В русле расположено несколько островов: Нучча-Арыта (остров недалеко от переката Нижний Талоудский и озёр Халд-Кюель, Быа-Кюель, Кириес-Кюель), Титтях-Ары (группа островов неподалёку от устья реки Кютингде, скал Кысыл-Хая), Сыарталах, Харагачан-Арыта и Бур-Арыта (2 острова около устья реки Ныкабыт), Таймылыр-Ары, Шахталах-Ары (остров у посёлка Таймылыр), Менелях, Шахталах-Ары.
В дельте реки расположен ряд крупных островов (Джангылах, Кугун-Арыта, Улахан-Ары) и множество более мелких:
- Болдёр-Арыта
- Борис-Арыта
- Былыктах-Арыта
- Касьян-Арыта
- Касьян-Беттимете
- Кюрюр-Ары
- Кёрсюсе-Арыта
- Окуоллах-Арыта
- Олёте-Арыта
- От-Ары
- Оччугуй-Ары
- Сюгюлдёр-Арыта
- Тигян-Ары
- Тонголох-Бёлькёё
- Хастах-Ары
- Хахыс-Бёлькёё
- Хобуох-Арыта
- Швед-Маяктах-Арыта

- Исай-Бёлькёё — песчаный необитаемый остров, расположен в 6,7 км от материка в дельте реки, от соседнего острова Хастах-Ары отделён протокой.
- Огоннёр-Белькёйдере — группа песчаных наносных необитаемых островов в заливе Огоннёр-Кубата, образуемая рукавами Улахан-Уэс и частично Кубалах-Уэся дельты реки Оленёк. Соседний остров с востока — Улахан-Ары. В эту группу островов входят:
  - Алахан-Эппет-Арыта — самый западный в группе островов, с расположенным рядом островом Оччугуй-Эппет-Арыта.
  - Оччугуй-Эппет-Арыта — на острове 6 озёр.
  - Эппет-Белькей
  - Огоннёр-Арыта — на острове имеются 14 небольших озёр.

### Населённые пункты
По порядку от истока:
- Оленёк
- Харыялах
- Таймылыр
- Усть-Оленёк

## Гидрология
Питание снеговое и дождевое. Половодье с июня по сентябрь, с октября по май — межень. Среднегодовой расход воды — в устье 1210 м³/с, в нижнем течении перед вскрытием расход может быть менее 1 м³/с, а в отдельные годы Оленёк на 1 месяц перемерзает. В верхнем течении перемерзает систематически с января до апреля. Замерзает в конце сентября — октябре, вскрывается в конце мая — первой половине июня.
| Средний расход воды (м³/с) реки Оленёк по месяцам с 1965 по 1984 гг. (замеры производились на гидрологическом посту в 196 км от устья) |

### Притоки
Основные притоки: Арга-Сала, Бур, Укукит, Биректе, Куойка, Беенчиме, Буолкалах — слева, Алакит, Силигир, Мерчимден, Кютюнгде, Хорбусуонка, Келимяр — справа.
Ниже указаны притоки длиной 100 км и более или (если менее) с площадью бассейна более 3000 км²
| Название      | Расстояние от устья | Длина | Площадь бассейна | Положение |
| ------------- | ------------------- | ----- | ---------------- | --------- |
| Буолкалах     | 6,9                 | 305   | 8780             | левый     |
| Келимяр       | 186                 | 254   | 4050             | правый    |
| Бур           | 217                 | 501   | 13900            | правый    |
| Хорбусуонка   | 221                 | 290   | 3230             | правый    |
| Кютюнгде      | 392                 | 138   | 3420             | правый    |
| Беенчиме      | 434                 | 311   | 4080             | левый     |
| Куойка        | 473                 | 294   | 4750             | левый     |
| Солохут       | 507                 | 107   | 1110             | левый     |
| Мерчимден     | 539                 | 218   | 4080             | правый    |
| Некэкит       | 564                 | 166   | 3670             | левый     |
| Биректе       | 669                 | 315   | 8600             | левый     |
| Укукит        | 682                 | 347   | 5000             | левый     |
| Орловка       | 1191                | 108   | 983              | правый    |
| Бэкэ          | 1205                | 173   | 3010             | правый    |
| Сёнгкю        | 1319                | 193   | 2310             | левый     |
| Силигир       | 1351                | 220   | 13400            | правый    |
| Арга-Сала     | 1528                | 503   | 47700            | левый     |
| Алакит        | 1868                | 232   | 11800            | правый    |
| Нижняя Томба  | 2022                | 153   | 3580             | правый    |
| Верхняя Томба | 2060                | 115   | 3810             | правый    |

### Протоки дельты
Улахан-Уэс — местообитание осетровых, ведётся промысел. Соседствует с островами: Огоннёр-Кубата, Огоннёр-Арыта, Улахан-Ары.

## Достопримечательности
Вблизи устья реки находится могила Прончищева Василия Васильевича и его супруги Татьяны Фёдоровны (умерли в 1736 году), участников Великой Северной экспедиции.
В нижнем течении на левом берегу находится Беенчиме-Салатинский кратер.